# Überführungsreichweite
Die Überführungsreichweite bezeichnet die maximale Reichweite eines Flugzeugs ohne Nutzmasse und Bewaffnung, wenn möglich mit Zusatztanks.
Diese ist in der Regel nur für Überführungsflüge (daher der Name) von Bedeutung, beispielsweise bei der Auslieferung der Maschinen ab Werk an den Käufer oder, um ein Flugzeug an einen vorgesehenen Einsatzort oder Startflughafen zu bringen. Soweit möglich wird für gewöhnlich auf Überführungsflüge verzichtet, da diese Betriebskosten (Treibstoff, Besatzung, Abnutzung, Flughafengebühren) verursachen, ohne dass diese Kosten durch Frachtgebühren oder Passagiere gedeckt werden.